# Pyrinia aroaria
Pyrinia aroaria är en fjärilsart som beskrevs av William Schaus 1901. Pyrinia aroaria ingår i släktet Pyrinia och familjen mätare. Inga underarter finns listade.